# IM (gamer)
Mihai Ivan (n. 29 iulie 1999, București, România), cunoscut mai bine drept iM, este un jucător profesionist român de Counter-Strike 2 pentru Natus Vincere. Anterior, acesta a jucat pentru Nexus Gaming, SinnerS Gaming și GamerLegion. Alături de NAVI a cucerit PGL Major Copenhaga 2024, cea mai importantă competiție de Counter-Strike, devenind primul român care reușește acest lucru.

## Începuturile
Ivan s-a născut pe 29 iulie 1999. El a început să joace Counter-Strike de mic copil, iar apoi a trecut la Counter-Strike: Global Offensive din 2013.

## Carieră
Prima echipă profesionistă a lui iM a fost Nexus Gaming, alăturându-se acesteia în ianuarie 2018, la vârsta de 18 ani. La momentul respectiv, din echipă mai făceau parte: Cătălin-Ionuț „BTN” Stănescu, Costin „jaxi” Vrînceanu, Adrian „XELLOW” Guță și Andrei „TheOne” Zamfira.
A petrecut ulterior o scurtă perioadă de timp cu SinnerS Gaming în toamna anului 2018, înainte de a se întoarce înapoi la Nexus.
După evoluții constante, iM a fost semnat de GamerLegion în primăvara anului 2021, reprezentând pentru acesta prima experiență într-o echipă internațională. La ultimul turneu major de Counter-Strike: Global Offensive, BLAST Paris Major în mai 2023, Mihai a ajuns cu echipa sa până în finală, fiind al doilea cel mai bun jucător al campionatului.
Performanțele sale au fost remarcate de organizația ucraineană Natus Vincere care a ales să îl aducă în echipă în vara anului 2023, alături de alți doi jucători noi. Următoarea sa medalie de argint a venit la începutul lunii octombrie la turneul ESL Pro League Season 18 cu NaVi.
NaVi a câștigat primul turneu major de Counter-Strike 2, PGL Major Copenhaga în martie 2024. Media lui Mihai din finala împotriva lui FaZe Clan a fost a doua cea mai mică din echipă, 0,95.
La IEM Rio 2024 din Rio de Janeiro, Brazilia, iM a fost ales drept cel mai bun jucător al turneului, câștigând astfel primul trofeu MVP oferit de HLTV din carieră.

## Realizări notabile
| Loc              | Turneu                           | Locație                          | Data                               |
| cu GamerLegion   | cu GamerLegion                   | cu GamerLegion                   | cu GamerLegion                     |
| ---------------- | -------------------------------- | -------------------------------- | ---------------------------------- |
| 2                | BLAST.tv Paris Major 2023        | Paris, Franța                    | 8 mai – 21 mai 2023                |
| cu Natus Vincere |                                  |                                  |                                    |
| 2                | ESL Pro League Season 18         | St. Julian's, Malta              | 30 august – 1 octombrie 2023       |
| 3                | BLAST Premier: World Final 2023  | Abu Dhabi, Emiratele Arabe Unite | 13 decembrie – 17 decembrie 2023   |
| 1                | PGL Major Copenhaga 2024         | Copenhaga, Danemarca             | 17 martie – 31 martie 2024         |
| 2                | BLAST Premier: Spring Final 2024 | Londra, Regatul Unit             | 12 iunie – 16 iunie 2024           |
| 1                | Esports World Cup 2024           | Riad, Arabia Saudită             | 17 iulie – 21 iulie 2024           |
| 2                | IEM Cologne 2024                 | Köln, Germania                   | 7 august – 18 august 2024          |
| 1                | ESL Pro League Season 20         | St. Julian's, Malta              | 3 septembrie – 22 septembrie 2024  |
| 2                | BLAST Premier: Fall Final 2024   | Copenhaga, Danemarca             | 25 septembrie – 29 septembrie 2024 |
| 1                | IEM Rio 2024                     | Rio de Janeiro, Brazilia         | 7 octombrie – 13 octombrie 2024    |
| Sursa:           |                                  |                                  |                                    |

## Premii și distincții individuale
MVP
- IEM Rio 2024

EVP
- BLAST.tv Paris Major 2023
- IEM Cologne 2024
- ESL Pro League XX[15]